# Chilobrachys fimbriatus
Chilobrachys fimbriatus es una especie de tarántula del género Chilobrachys, de la familia Theraphosidae, orden Araneae. Fue descrita por Pocock en 1899.
Se distribuye por Asia: India. Fue publicada en Diagnoses of some new Indian Arachnida. Journal of the Bombay Natural History Society 12(4): 744-, 753.